# 라트비아어
라트비아어(latviešu valoda)는 북유럽 발트해 연안의 라트비아인이 사용하는 언어이다. 리투아니아어와 함께 발트어파의 동발트어군에 속한다. 인도유럽어족의 현대어 중 옛 형태를 잘 보존한 언어로 알려져 있으나, 리투아니아어에 비하면 복잡한 변화형이 간략화되어 옛 형태를 다소 잃은 편이다. 라트비아 공화국의 공용어이며, 유럽 연합의 공용어로도 지정되었다.

## 역사
산스크리트어와 인도-유러피안에서 파생한 라트비아어는 유럽에서 가장 오래 된 언어 중 하나이며 리투아니아어와 그 뿌리를 같이 한다.
라트비아어와 리투아니아어는 유럽 언어를 분류하는 기준이다.
라트비아의 첫 번째 활자물은 1525년 출판되었고 가장 오래된 책은 1585년에 발간된 Catholic Catechism이다.
1638년 첫 번째 사전이 편찬되었고 1644년 첫 번째 문법책이 인쇄되었다.
라트비아어 문화유산으로는 유네스코 세계 문화유산으로 지정된 수천 개의 시로 이루어진 구전 문화유산인 ‘다이나(Dainas)’가 있다.

### 타 언어와의 비교
게르만어, 슬라브어 등의 다른 유럽 언어들과 비교를 하면 라트비아어는 조금은 다르다.
또한 영어, 독일어, 프랑스어, 러시아어 등의 언어들과 라트비아어를 같이 볼 때, 우리는 라트비아어의 독특한 뿌리를 볼 수 있다.
예를 들면, 강(river)는 각 언어로 rivière, fleuve, fiume, reka (река)이지만, 라트비아어로는 UPE이다.
우유(milk)는 각 언어로 lait, latte, milch, moloko (молоко)지만 라트비아어로는 PIENS이다.
나무(tree)는 arbre, baum, derevo (дерево)지만 라트비아에서는 KOKS라고 표현한다.

## 음운

### 자음
|                    | 순음  | 치음/치경음 | 후치경음/경구개음 | 연구개음 |
| ------------------ | ----- | ----------- | ----------------- | -------- |
| 비음               | m     | n           | ɲ                 | [ŋ]      |
| 파열음             | p b   | t d         | c ɟ               | k ɡ      |
| 파찰음             |       | t͡s d͡z       | t͡ʃ d͡ʒ             |          |
| 마찰음             | (f) v | s z         | ʃ ʒ               | (x)      |
| 중설 접근음/전동음 |       | r           | j                 |          |
| 설측 접근음        |       | l           | ʎ                 |          |

### 모음
|        | 전설 모음 | 전설 모음 | 중설 모음 | 중설 모음 | 후설 모음 | 후설 모음 |
| 단음   | 장음      | 단음      | 장음      | 단음      | 장음      |           |
| ------ | --------- | --------- | --------- | --------- | --------- | --------- |
| 고모음 | i         | iː        |           |           | u         | uː        |
| 중모음 | e         | eː        |           |           | (ɔ)       | (ɔː)      |
| 저모음 | æ         | æː        | a         | aː        |           |           |